# Handwörterbuch der musikalischen Terminologie
Das Handwörterbuch der musikalischen Terminologie (HmT) ist ein Spezial-Musiklexikon zur Geschichte von Begriffen der Kunstmusik, ganz vereinzelt auch der populären Musik. Es erschien nach umfangreichen Vorarbeiten zwischen 1971 und 2006 als Loseblattsammlung, anfangs unter Hans Heinrich Eggebrecht, nach dessen Tod 1999 von Albrecht Riethmüller im Auftrag der  Akademie der Wissenschaften und der Literatur Mainz herausgegeben, beim Franz Steiner Verlag Wiesbaden. Mit der 40. Lieferung, Herbst 2005, wurde das Projekt beendet, wenn auch nicht abgeschlossen (siehe Nachwort von Riethmüller; 19 Begriffe waren annonciert, die aber nicht erschienen sind). Es enthält auf knapp 3700 Seiten in 6 Ordnern 247 umfangreiche Beiträge in alphabetischer Ordnung zur Entstehung, Geschichte und Bedeutung der musikalischen Begriffe. 

## Bibliographie
- Handwörterbuch der musikalischen Terminologie, herausgegeben von Hans Heinrich Eggebrecht und Albrecht Riethmüller, Schriftleitung Markus Bandur, Wiesbaden: Steiner 1971–2006, 3700 S. ISBN 978-3-515-10167-7 (CD-ROM mit PDF der Gesamtlieferungen).